# Кыулонг
Кыулонг (вьет. Cửu Long) — провинция Вьетнама, существовавшая с 1976 года по 1992 год.

## География
| Население провинции Кыулонг | Население провинции Кыулонг | Население провинции Кыулонг |
| Год                         | Население (человек)         | Площадь (км²)               |
| --------------------------- | --------------------------- | --------------------------- |
| 1980                        | 1 441 7000                  | 3846                        |
| 1984                        | 1 685 600                   | 3854                        |

Провинция Кыуонг была расположена в следующих границах:
- на севере граничила по реке Котьен[вьет.] с провинциями Тьензянг и Бенче,
- на юге граничила с провинцией Хаузянг по реке Хау),
- на востоке омывалась Восточным морем,
- на западе граничила с провинцией Донгтхап.

## История
Провинция Кыулонг была образована слиянием провинций Виньлонг и Чавинь в феврале 1976 года в соответствии с Постановлением Временного революционного правительства Республики Южный Вьетнам о роспуске Южного Вьетнама и реорганизации его провинций.
При объединении в провинции Кыулонг было 2 города: Виньлонг (столица провинции) и Чавинь, и 12 уездов. Постановлением Правительства Демократической Республики Вьетнам № 62-CP от 11 марта 1977 г. территория провинции была реорганизована в 7 уездов и 2 города. Позже произошло ещё несколько объединений и разделений, и к середине 1986 года в состав провинции входили Виньлонг, Чавинь, и 12 округов: Биньминь, Канглонг, Кауке, Каунганг, Тяутхань, Зуенхай, Лонгхо, Тамбинь, Тьеукан, Чаку, Чаон, Вунгльем.
28 декабря 1991 года на 10-й сессии VIII Национального собрания было принято решение о разделении провинции Кыулонг и восстановлении провинций Чавинь и Виньлонг. Провинция Чавинь включила в себя город Чавинь и 7 уездов: Канлонг, Каукe, Каунганг, Тяутхань, Зуенхай, Тьеукан, Чаку. Другие пять уездов — Биньминь, Лонгхо, Тамбинь, Чаон, Вунгльем — и город Виньлонг отошли провинции Виньлонг.